# Herbert Ploberger
Herbert Ploberger (* 6. April 1902 in Wels, Österreich-Ungarn; † 22. Januar 1977 in München) war ein österreichischer Maler der Neuen Sachlichkeit, Kostümbildner, Bühnenbildner und Szenenbildner.

## Leben und Wirken
Ploberger erhielt seine theoretische Ausbildung nach dem Ende des Ersten Weltkrieges an der Wiener Kunstgewerbeschule und in Paris. Ab 1927 vervollständigte er seine Kenntnisse in Berlin unter dem Chefbühnenbildner des Deutschen Theaters, Ernst Stern.
Er nahm seine berufliche Tätigkeit als Kulissenmaler, später als Bühnenbildner an den Reinhardt-Bühnen unter Sterns Anleitung auf. Ploberger war auch als Maler aktiv, der im Stil der Neuen Sachlichkeit unter anderem Porträts und Stillleben schuf.
Luis Trenker holte ihn 1933 als Kostümbildner zum Film. In den Kriegsjahren war er in dieser Funktion wiederholt an aufwändigen, tendenziösen Historienfilmen beteiligt. Nach Kriegsende entwarf er die Bauten zu zwei österreichischen Filmen, bevor er ab 1950 wieder als Kostümbildner für bundesdeutsche Produktionen arbeitete. Er war auch für die Bühne tätig, zum Beispiel für das Theater in der Josefstadt und für die Salzburger Festspiele.
Ploberger war in den 1940er-Jahren mit der Filmarchitektin Isabella Ploberger verheiratet.

## Gemälde
- 1928/1930: Selbstbildnis mit ophtalmologischen Lehrmodellen, Städtische Galerie Lenbachhaus, München; 72 × 48 cm.

## Filmografie(als Kostümbildner)
- 1934: Der verlorene Sohn
- 1934: Liebe, Tod und Teufel
- 1936: Savoy-Hotel 217
- 1936: Der Bettelstudent
- 1937: Condottieri
- 1937: Der Berg ruft (nur Bauten)
- 1938: Liebesbriefe aus dem Engadin
- 1938: Sergeant Berry
- 1939: Es war eine rauschende Ballnacht
- 1939: Opernball
- 1939: Der Feuerteufel
- 1940: Das Herz der Königin
- 1940: Kora Terry
- 1941: Ohm Krüger
- 1941: Tanz mit dem Kaiser
- 1942: Die Entlassung
- 1943: Paracelsus
- 1943/45: Kolberg
- 1948: Das andere Leben (nur Bauten)
- 1949: Zweimal verliebt (Liebe Freundin / nur Bauten)
- 1949: Eroica
- 1950: Export in Blond
- 1950: Die wunderschöne Galathee
- 1950: Die Lüge
- 1950: Melodie des Schicksals
- 1952: Herz der Welt
- 1952: Die Försterchristel
- 1952: Alraune
- 1953: Martin Luther
- 1953: Der letzte Walzer
- 1954: Meines Vaters Pferde I. Teil Lena und Nicoline
- 1954: Meines Vaters Pferde II. Teil Seine dritte Frau
- 1954: Eine Liebesgeschichte
- 1954: Der Zigeunerbaron
- 1954: Ewiger Walzer
- 1955: Königswalzer
- 1956: Herrscher ohne Krone
- 1956: Königin Luise
- 1957: Der tolle Bomberg
- 1958: Helden
- 1958: Hula-Hopp, Conny (nur Bauten)
- 1959: Buddenbrooks
- 1961: Toller Hecht auf krummer Tour
- 1964: Holiday in St. Tropez
- 1964: Onkel Toms Hütte
- 1965: Nachtfahrt
- 1965: Bernhard Lichtenberg (nur Bauten)
- 1967: Die Mission
- 1967: Der Röhm-Putsch